# Stéphane Hessel
Stéphane Frédéric Hessel (Berlín, Alemania; 20 de octubre de 1917-París, Francia; 27 de febrero de 2013) fue un diplomático, escritor y activista político francés. Fue miembro de las Fuerzas Francesas Libres, ejército de la Francia Libre durante la Segunda Guerra Mundial, y debido también a su origen judío, capturado y torturado por la Gestapo, y recluso de los campos de concentración de Buchenwald y Dora-Mittelbau. Su libro ¡Indignaos! (Indignez-vous !), es una obra de gran popularidad.

## Biografía
Tras la Segunda Guerra Mundial, Hessel participó como diplomático en la redacción de la Declaración Universal de Derechos Humanos.
El 15 de marzo de 2009, durante la convención nacional de los comités locales de Europe Écologie en París, junto Cohn-Bendit y José Bové, Stéphane Hessel anunciaba su voluntad de apoyar las listas del partido para las elecciones europeas de junio de 2009, con "la esperanza de ver surgir una izquierda impertinente con peso", que a la postre obtuvo un excelente resultado colocándose como tercera fuerza nacional con el 16,28% de los votos y 13 eurodiputados. Desde entonces su compromiso con la formación continuó, apoyándola también en los comicios regionales de 2010.
El diplomático y escritor falleció en la noche del 27 de febrero de 2013 a los 95 años de edad.

## Publicaciones

### ¡Indignaos!
Su libro ¡Indignaos! (Indignez-vous !), de gran popularidad durante las Navidades de 2010 en Francia, con ventas de casi 1,5 millones de ejemplares, ha sido traducido al español y publicado por la Editorial Destino, del Grupo Planeta, con prólogo de José Luis Sampedro. Las protestas de España y Francia que han tenido lugar en el año 2011, así como los movimientos ¡Democracia Real YA! y Movimiento de indignados 15-M, han sido relacionados con este libro y las ideas planteadas en él, por lo que se conoce a los manifestantes de estas protestas como "indignados".

### ¡Comprometeos!
¡Comprometeos! (Engagez-vous !) es otro libro de Stéphane Hessel escrito junto con Gilles Vanderpooten y publicado en marzo de 2011 en Francia. Es una entrevista entre Hessel, de 93 años, y Vanderpooten, de 25 años, sobre los derechos humanos, la lucha contra la desigualdad y por la ecología. Hessel muestra su preocupación por la diferencia inconmensurable entre las fuerzas políticas y los jóvenes, así como la degradación del planeta y el medio ambiente como uno de los mayores desafíos para la movilización de la generación más joven.

### Mi baile con el siglo
Hessel publicó en Francia en 1997 sus memorias con el título Mi baile con el siglo, aunque solo llegó a España tras el éxito editorial de ¡Indignaos! y ¡Comprometeos!. El libro, publicado en octubre de 2011 por la Editorial Destino, del Grupo Planeta, sirve para ver el crecimiento personal de un joven de familia acomodada, que se forma en un ambiente intelectual. Como recoge en el libro, aprendió a jugar al ajedrez con Duchamp, un personaje habitual en su casa, como también lo fueron Man Ray, Le Corbusier, Brancusi, Breton o Picasso. Además, en Mi baile con el siglo narra asimismo cómo en 1944 se salvó de la condena a muerte en el campo de concentración de Buchenwald al cambiar su identidad por la de Michel Boitel, un prisionero francés que había muerto de tifus.

## Condecoraciones
- Gran oficial de la Legión de Honor
- Premio UNESCO/Bilbao para una Cultura de los Derechos Humanos, 2008[12]
- Premio por la Paz 2008, de la Asociación para las Naciones Unidas en España (ANUE)

## Filmografía
- “Quién mató a Walter Benjamin…” (España/Países Bajos/ Alemania, 2005, 73 min.). Largometraje documental de David Mauas. En el film, Stéphane Hessel nos habla sobre su relación con Walter Benjamin, y el concepto del ángel de la historia.